# Torneio de Wimbledon de 2016
O Torneio de Wimbledon de 2016 foi um torneio de tênis disputado nas quadras de grama do All England Lawn Tennis and Croquet Club, no bairro de Wimbledon, em Londres, no Reino Unido, entre 27 de junho e 10 de julho. Corresponde à 49ª edição da era aberta e à 130ª de todos os tempos.
Campeão dos últimos dois títulos, o sérvio Novak Djokovic falhou ao ser eliminado por Sam Querrey, na terceira rodada, encerrando seus trinta jogos invictos em torneios de Grand Slam e frustrando a possibilidade de um Golden Slam. O britânico Andy Murray aproveitou para levar seu segundo título em Wimbledon. Entre as mulheres, Serena Williams defendeu o campeonato, na reedição do último Australian Open, vingando-se da alemã Angelique Kerber, e faturando seu 22º Grand Slam de simples, igualando-se ao recorde de Steffi Graf, líder entre as vencedoras na era aberta, e segunda colocada em todos os tempos, perdendo apenas para Margaret Court, com 24 taças.
Nas duplas, Pierre-Hugues Herbert e Nicolas Mahut levaram o 2º troféu de Grand Slam na final totalmente francesa. As irmãs Williams, Serena e Venus colecionaram seu 14º, enquanto nas mistas, Henri Kontinen e Heather Watson debutaram.

## Transmissão
Esta é a lista de países e canais designados a transmitir o torneio durante a edição em questão:
Países lusófonos

| País(es)         | Canal(is)           |
| ---------------- | ------------------- |
| Guiné Equatorial | Canal+ Afrique [en] |
| Brasil           | ESPN Brasil SporTV  |
| Portugal         | Sport TV            |

Resto do mundo
| País(es) | Canal(is)                                                   |
| Países avulsos |                                                             |
| Américas | Américas                                                    |
| --- | ----------------------------------------------------------- |
| Canadá | CTV TSN                                                     |
| Estados Unidos | ESPN Tennis Channel                                         |
| Ásia |                                                             |
| Arménia | Eurosport Kentron TV [en]                                   |
| Azerbaijão | CBC Sport [en]                                              |
| China | Beijing TV [en] CCTV-5 JiangsuTV [en] LeSports [en] Tencent |
| Geórgia | GMG Sport                                                   |
| Índia | Star India                                                  |
| Israel | Sports Channel (5 Sport) [en]                               |
| Japão | NHK WOWOW                                                   |
| Tajiquistão | Varzish [tg]                                                |
| Turquemenistão | Turkmenistan Sport                                          |
| Turquia | Digiturk [en]                                               |
| Europa |                                                             |
| Bélgica | Eurosport VRT (RTBF)                                        |
| Bielorrússia | Belarus-5                                                   |
| Bósnia e Herzegovina | RTRS [en] IKO (Sport Klub [en])                             |
| Bulgária | bTV [en] (Bulsatcom)                                        |
| Chipre | cyta [en]                                                   |
| Croácia | HRT IKO (Sport Klub [en])                                   |
| Dinamarca | TV3 [en] (Viasat [en])                                      |
| Eslováquia · República Checa | ARQ (Nova Sport [en])                                       |
| Eslovénia · Macedónia · | IKO (Sport Klub [en])                                       |
| Espanha | Movistar+ (Canal+ (Espanha))                                |
| Finlândia | C More Sport [en]                                           |
| França | beIN Sports                                                 |
| Hungria | Digi Sport Hungria [en]                                     |
| Grécia | Nova Sports [en]                                            |
| Itália | Sky Italia                                                  |
| Islândia | 365                                                         |
| Irlanda | Setanta Sports [en]                                         |
| Malta | GO Multiplus [en]                                           |
| Moldávia | Alma Sport (Saran) Eurosport                                |
| Montenegro | IKO (Sport Klub [en]) RTCG                                  |
| Noruega | C More Sport [en] NRK                                       |
| Países Baixos | Fox Sports                                                  |
| Estónia · Letónia · Lituânia · Rússia · Ucrânia | Eurosport                                                   |
| Polónia | Polsat                                                      |
| Roménia | Digi Sport Romênia [en]                                     |
| Sérvia | IKO (Sport Klub [en]) RTS                                   |
| Suécia | C More Sport [en] SVT                                       |
| Suíça | SRG SSR                                                     |
| Oceania |                                                             |
| Austrália | Fox Sports Austrália Seven Network                          |
| Nova Zelândia | TVNZ                                                        |
| Regiões |                                                             |
| África subsariana | SuperSport                                                  |
| América do Sul | ESPN (América Latina)                                       |
| Ásia Oriental (Pan-Asia) | Fox Sports (Ásia)                                           |
| Oriente Médio | beIN Sports                                                 |
| Agrupamentos |                                                             |
| África |                                                             |
| Benim · Burquina Fasso · Burundi · Camarões · Chade · Comores · Congo · Costa do Marfim · Djibouti · Gabão · Guiné · Madagascar · Mali · Mauritânia · Maurícia · Níger · República Centro-Africana · República Democrática do Congo · Ruanda · Senegal · Seicheles · Togo | Canal+ Afrique [en]                                         |
| Ásia |                                                             |
| Cazaquistão · Quirguistão · Uzbequistão | Alma Sport (Saran)                                          |
| Europa |                                                             |
| Albânia · Kosovo | SuperSport                                                  |
| Alemanha · Áustria | Sky Deutschland                                             |

## Pontuação e premiação

### Distribuição de pontos
ATP e WTA informam suas pontuações em Grand Slam, distintas entre si, em simples e em duplas. A ITF responde exclusivamente pelos juvenis e cadeirantes.
Os qualificatórios de duplas masculinas e femininas são exclusivos de Wimbledon. Considerados torneios amistosos, os de duplas mistas e os de convidados não geram pontos.
No juvenil, os simplistas jogam duas fases de qualificatório, mas só os que passam à chave principal pontuam. Em duplas, a pontuação é por jogador. A partir da fase com 16, os competidores recebem pontos adicionais de bônus (os valores da tabela já somam as duas pontuações).

#### Profissional
| Evento            | V    | F    | SF  | QF  | R16 | R32 | R64 | R128 | Q  | Q3 | Q2 | Q1 |
| Simples masculino | 2000 | 1200 | 720 | 360 | 180 | 90  | 45  | 10   | 25 | 16 | 8  | 0  |
| Duplas masculinas | 2000 | 1200 | 720 | 360 | 180 | 90  | 0   | —    | 25 | 0  | 0  | —  |
| Simples feminino  | 2000 | 1300 | 780 | 430 | 240 | 130 | 70  | 10   | 40 | 30 | 20 | 2  |
| Duplas femininas  | 2000 | 1300 | 780 | 430 | 240 | 130 | 10  | —    | 40 | 0  | 0  | —  |

| Evento            | V   | F   | SF  | QF  | R16 | R32 | R64 | Q  | Q2 | Q1 |
| Simples Masculino | 375 | 270 | 180 | 120 | 75  | 30  | 25* | 20 | 0  | 0  |
| Simples Feminino  | 375 | 270 | 180 | 120 | 75  | 30  | 25* | 20 | 0  | 0  |
| Duplas Masculinas | 270 | 180 | 120 | 75  | 45  | 0   | —   | —  | —  | —  |
| Duplas Femininas  | 270 | 180 | 120 | 75  | 45  | 0   | —   | —  | —  | —  |

| Evento  | V   | F   | SF/3º lugar | QF/4º lugar |
| Simples | 800 | 500 | 375         | 100         |
| Duplas  | 800 | 500 | 100         | 100         |

### Premiação
A premiação geral aumentou 5% em relação a 2015. Os títulos de simples tiveram um acréscimo de £ 120.000 cada.
O número de participantes em simples se difere somente na fase qualificatória (128 homens contra 96 mulheres). Os valores para duplas são por par. O torneio de duplas mistas possui mais participantes que os outros de Grand Slam (48, contra 32 dos concorrentes). Diferentemente da pontuação, não há recompensa aos vencedores do qualificatório.
Nesta edição, estreou o torneio de simples para cadeirantes, se juntando ao de duplas. Convidados possuem três torneios de duplas (masculino, feminino e seniores - masculino). Os qualifiers de duplas e todos os juvenis não são pagos.
| Evento                 | V           | F           | SF        | QF        | Últimos 16 | Últimos 32 | Últimos 64 | Últimos 128 | Q3        | Q2        | Q1        |
| Contemplados           | 1           | 1           | 2         | 4         | 8          | 16         | 32         | 64          | 16H / 12M | 32H / 24M | 64H / 48M |
| Simples (2)            | £ 2.000.000 | £ 1.000.000 | £ 500.000 | £ 250.000 | £ 132.000  | £ 80.000   | £ 50.000   | £ 30.000    | £ 15.000  | £ 7.500   | £ 3.750   |
| Duplas (2)             | £ 350.000   | £ 175.000   | £ 88.000  | £ 44.000  | £ 23.250   | £ 14.250   | £ 9.250    | —           | £ 0       | £ 0       | —         |
| Duplas mistas          | £ 100.000   | £ 50.000    | £ 25.000  | £ 12.000  | £ 6.000    | £ 3.000    | £ 1.500*   | —           | —         | —         | —         |
| Simples cadeirante (2) | £ 25.000    | £ 12.500    | £ 8.000   | £ 5.375   | —          | —          | —          | —           | —         | —         | —         |
| Duplas cadeirantes (2) | £ 12.000    | £ 6.000     | £ 3.500   | —         | —          | —          | —          | —           | —         | —         | —         |
| Duplas convidadas (3)  | £ 22.000    | £ 19.000    | £ 16.000* | £ 16.000* | £ 16.000*  | —          | —          | —           | —         | —         | —         |

Total dos eventos: £ 27.125.000
Per diem (estimado): £ 975.000
Total da premiação: £ 28.100.000

## Cabeças de chave
Cabeças anunciados(as) em 22 de junho de 2016. Baseados nos desempenho individual em quadras de grama envolvendo três critérios:
- A posição no ranking geral em 20 de junho de 2016;[nota 1]
- Adição de 100% dos pontos conquistados em todos os torneios na grama nos últimos 12 meses (22 de junho de 2015 a 19 de junho de 2016);
- Adição de 75% dos pontos conquistados nos maiores torneios na grama nos 12 meses anteriores ao do segundo item (16 de junho de 2014 a 21 de junho de 2015).

"Ranking" e "Pontos anteriores" são de 27 de junho de 2016.
A colocação individual nos rankings de duplas masculinas e femininas ajudam a definir os cabeças de chaves nestas categorias e também na de mistas.
Em verde, o(s) cabeça(s) de chave campeão(ões). Em vermelho, o(s) vice-campeão(ões).

### Simples

#### Masculino
| Cabeça | Ranking | Jogador               | Pontos anteriores | Pontos a defender | Pontos conquistados | Nova pontuação | Eliminado na | Eliminado por              |
| ------ | ------- | --------------------- | ----------------- | ----------------- | ------------------- | -------------- | ------------ | -------------------------- |
| 1      | 1       | Novak Djokovic        | 16.950            | 2.000             | 90                  | 15.040         | 3ª fase      | Sam Querrey [28]           |
| 2      | 2       | Andy Murray           | 8.915             | 720               | 2.000               | 10.195         | Campeão      | –                          |
| 3      | 3       | Roger Federer         | 6.425             | 1.200             | 720                 | 5.945          | SF           | Milos Raonic [6]           |
| 4      | 5       | Stan Wawrinka         | 5.035             | 360               | 45                  | 4.720          | 2ª fase      | Juan Martín del Potro [PR] |
| 5      | 6       | Kei Nishikori         | 4.155             | 45                | 180                 | 4.290          | 4ª fase, ab. | Marin Čilić [9]            |
| 6      | 7       | Milos Raonic          | 3.175             | 90                | 1.200               | 4.285          | F            | Andy Murray [2]            |
| 7      | 10      | Richard Gasquet       | 2.905             | 720               | 180                 | 2.365          | 4ª fase, ab. | Jo-Wilfried Tsonga [12]    |
| 8      | 8       | Dominic Thiem         | 3.175             | 45                | 45                  | 3.175          | 2ª fase      | Jiří Veselý                |
| 9      | 13      | Marin Čilić           | 2.695             | 360               | 360                 | 2.695          | QF           | Roger Federer [3]          |
| 10     | 9       | Tomáš Berdych         | 2.950             | 180               | 720                 | 3.490          | SF           | Andy Murray [2]            |
| 11     | 11      | David Goffin          | 2.780             | 180               | 180                 | 2.780          | 4ª fase      | Milos Raonic [6]           |
| 12     | 12      | Jo-Wilfried Tsonga    | 2.725             | 90                | 360                 | 2.995          | QF           | Andy Murray [2]            |
| 13     | 14      | David Ferrer          | 2.605             | 0                 | 45                  | 2.650          | 2ª fase      | Nicolas Mahut              |
| 14     | 15      | Roberto Bautista Agut | 2.150             | 180               | 90                  | 2.060          | 3ª fase      | Bernard Tomic [19]         |
| 15     | 18      | Nick Kyrgios          | 1.855             | 180               | 180                 | 1.855          | 4ª fase      | Andy Murray [2]            |
| 16     | 20      | Gilles Simon          | 1.720             | 360               | 45                  | 1.405          | 2ª fase      | Grigor Dimitrov            |
| 17     | 16      | Gaël Monfils          | 2.110             | 90                | 10                  | 2.030          | 1ª fase      | Jérémy Chardy              |
| 18     | 17      | John Isner            | 2.055             | 90                | 90                  | 2.055          | 3ª fase      | Jo-Wilfried Tsonga [12]    |
| 19     | 19      | Bernard Tomic         | 1.760             | 90                | 180                 | 1.850          | 4ª fase      | Lucas Pouille [32]         |
| 20     | 25      | Kevin Anderson        | 1.505             | 180               | 10                  | 1.335          | 1ª fase      | Denis Istomin              |
| 21     | 22      | Philipp Kohlschreiber | 1.600             | 10                | 10                  | 1.600          | 1ª fase      | Pierre-Hugues Herbert      |
| 22     | 21      | Feliciano López       | 1.630             | 45                | 90                  | 1.675          | 3ª fase      | Nick Kyrgios [15]          |
| 23     | 32      | Ivo Karlović          | 1.270             | 180               | 45                  | 1.135          | 2ª fase      | Lukáš Lacko [Q]            |
| 24     | 28      | Alexander Zverev      | 1.385             | 45                | 90                  | 1.430          | 3ª fase      | Tomáš Berdych [10]         |
| 25     | 27      | Viktor Troicki        | 1.405             | 180               | 45                  | 1.270          | 2ª fase      | Albert Ramos-Viñolas       |
| 26     | 23      | Benoît Paire          | 1.596             | 45                | 45                  | 1.596          | 2ª fase      | John Millman               |
| 27     | 26      | Jack Sock             | 1.415             | 10                | 90                  | 1.495          | 3ª fase      | Milos Raonic [6]           |
| 28     | 41      | Sam Querrey           | 1.075             | 45                | 360                 | 1.390          | QF           | Milos Raonic [6]           |
| 29     | 24      | Pablo Cuevas          | 1.555             | 10                | 10                  | 1.555          | 1ª fase      | Andrey Kuznetsov           |
| 30     | 33      | Alexandr Dolgopolov   | 1.215             | 45                | 45                  | 1.215          | 2ª fase      | Daniel Evans               |
| 31     | 31      | João Sousa            | 1.275             | 10                | 90                  | 1.355          | 3ª fase      | Jiří Veselý                |
| 32     | 30      | Lucas Pouille         | 1.311             | 10                | 360                 | 1.661          | QF           | Tomáš Berdych [10]         |

##### Desistências
| Ranking | Jogador      | Pontos anteriores | Pontos a defender | Nova pontuação | Motivo                  |
| ------- | ------------ | ----------------- | ----------------- | -------------- | ----------------------- |
| 4       | Rafael Nadal | 5.335             | 45                | 5.290          | Lesão no punho esquerdo |

#### Feminino
| Cabeça | Ranking | Jogadora                 | Pontos anteriores | Pontos a defender | Pontos conquistados | Nova pontuação | Eliminada na | Eliminada por                 |
| ------ | ------- | ------------------------ | ----------------- | ----------------- | ------------------- | -------------- | ------------ | ----------------------------- |
| 1      | 1       | Serena Williams          | 8.330             | 2.000             | 2.000               | 8.330          | Campeã       | –                             |
| 2      | 2       | Garbiñe Muguruza         | 6.712             | 1.300             | 70                  | 5.482          | 2ª fase      | Jana Čepelová [Q]             |
| 3      | 3       | Agnieszka Radwańska      | 5.875             | 780               | 240                 | 5.355          | 4ª fase      | Dominika Cibulková [19]       |
| 4      | 4       | Angelique Kerber         | 5.330             | 130               | 1.300               | 6.500          | F            | Serena Williams [1]           |
| 5      | 5       | Simona Halep             | 4.372             | 10                | 430                 | 4.792          | QF           | Angelique Kerber [4]          |
| 6      | 7       | Roberta Vinci            | 3.405             | 10                | 130                 | 3.525          | 3ª fase      | Coco Vandeweghe [27]          |
| 7      | 13      | Belinda Bencic           | 2.775             | 240               | 70                  | 2.605          | 2ª fase, ab. | Julia Boserup [Q]             |
| 8      | 8       | Venus Williams           | 3.116             | 240               | 780                 | 3.656          | SF           | Angelique Kerber [4]          |
| 9      | 9       | Madison Keys             | 3.061             | 430               | 240                 | 2.871          | 4ª fase      | Simona Halep [5]              |
| 10     | 10      | Petra Kvitová            | 2.876             | 130               | 70                  | 2.816          | 2ª fase      | Ekaterina Makarova            |
| 11     | 11      | Timea Bacsinszky         | 2.800             | 430               | 130                 | 2.500          | 3ª fase      | Anastasia Pavlyuchenkova [21] |
| 12     | 12      | Carla Suárez Navarro     | 2.780             | 10                | 240                 | 3.010          | 4ª fase      | Venus Williams [8]            |
| 13     | 14      | Svetlana Kuznetsova      | 2.730             | 70                | 240                 | 2.900          | 4ª fase      | Serena Williams [1]           |
| 14     | 16      | Samantha Stosur          | 2.700             | 130               | 70                  | 2.640          | 2ª fase      | Sabine Lisicki                |
| 15     | 17      | Karolína Plíšková        | 2.540             | 70                | 70                  | 2.540          | 2ª fase      | Misaki Doi                    |
| 16     | 19      | Johanna Konta            | 2.330             | 10                | 70                  | 2.390          | 2ª fase      | Eugenie Bouchard              |
| 17     | 20      | Elina Svitolina          | 2.226             | 70                | 70                  | 2.226          | 2ª fase      | Yaroslava Shvedova            |
| 18     | 22      | Sloane Stephens          | 1.995             | 130               | 130                 | 1.995          | 3ª fase      | Svetlana Kuznetsova [13]      |
| 19     | 18      | Dominika Cibulková       | 2.541             | 10                | 430                 | 2.961          | QF           | Elena Vesnina                 |
| 20     | 21      | Sara Errani              | 2.030             | 70                | 70                  | 2.030          | 2ª fase      | Alizé Cornet                  |
| 21     | 23      | Anastasia Pavlyuchenkova | 1.960             | 70                | 430                 | 2.320          | QF           | Serena Williams [1]           |
| 22     | 24      | Jelena Janković          | 1.940             | 240               | 70                  | 1.770          | 2ª fase      | Marina Erakovic [Q]           |
| 23     | 25      | Ana Ivanovic             | 1.915             | 70                | 10                  | 1.855          | 1ª fase      | Ekaterina Alexandrova [Q]     |
| 24     | 26      | Barbora Strýcová         | 1.885             | 10                | 130                 | 2.005          | 3ª fase      | Ekaterina Makarova            |
| 25     | 27      | Irina-Camelia Begu       | 1.765             | 130               | 10                  | 1.645          | 1ª fase      | Carina Witthöft               |
| 26     | 28      | Kiki Bertens             | 1.729             | 10                | 130                 | 1.849          | 3ª fase      | Simona Halep [5]              |
| 27     | 30      | Coco Vandeweghe          | 1.652             | 430               | 240                 | 1.462          | 4ª fase      | Anastasia Pavlyuchenkova [21] |
| 28     | 29      | Lucie Šafářová           | 1.673             | 240               | 240                 | 1.673          | 4ª fase      | Yaroslava Shvedova            |
| 29     | 33      | Daria Kasatkina          | 1.586             | (13)              | 130                 | 1.703          | 3ª fase      | Venus Williams [8]            |
| 30     | 31      | Caroline Garcia          | 1.585             | 10                | 70                  | 1.645          | 2ª fase      | Kateřina Siniaková            |
| 31     | 32      | Kristina Mladenovic      | 1.585             | 130               | 10                  | 1.465          | 1ª fase      | Aliaksandra Sasnovich         |
| 32     | 38      | Andrea Petkovic          | 1.440             | 130               | 70                  | 1.380          | 2ª fase      | Elena Vesnina                 |

##### Desistências
| Ranking | Jogadora          | Pontos anteriores | Pontos a defender | Nova pontuação | Motivo                  |
| ------- | ----------------- | ----------------- | ----------------- | -------------- | ----------------------- |
| 6       | Victoria Azarenka | 4.191             | 430               | 3.761          | Lesão no joelho direito |
| 15      | Flavia Pennetta   | 2.722             | 10                | 2.712          | Aposentadoria           |

### Duplas
| Cabeça | Ranking | Equipe                | Equipe            |
| ------ | ------- | --------------------- | ----------------- |
| 1      | 5       | Pierre-Hugues Herbert | Nicolas Mahut     |
| 2      | 9       | Bob Bryan             | Mike Bryan        |
| 3      | 10      | Jamie Murray          | Bruno Soares      |
| 4      | 13      | Jean-Julien Rojer     | Horia Tecău       |
| 5      | 23      | Ivan Dodig            | Marcelo Melo      |
| 6      | 23      | Rohan Bopanna         | Florin Mergea     |
| 7      | 40      | Łukasz Kubot          | Alexander Peya    |
| 8      | 42      | Vasek Pospisil        | Jack Sock         |
| 9      | 43      | Dominic Inglot        | Daniel Nestor     |
| 10     | 45      | Henri Kontinen        | John Peers        |
| 11     | 45      | Raven Klaasen         | Rajeev Ram        |
| 12     | 49      | Treat Huey            | Max Mirnyi        |
| 13     | 55      | Juan Sebastián Cabal  | Robert Farah      |
| 14     | 57      | Radek Štěpánek        | Nenad Zimonjić    |
| 15     | 71      | Pablo Cuevas          | Marcel Granollers |
| 16     | 73      | Mate Pavić            | Michael Venus     |

| Cabeça | Ranking | Equipe                  | Equipe                 |
| ------ | ------- | ----------------------- | ---------------------- |
| 1      | 2       | Martina Hingis          | Sania Mirza            |
| 2      | 7       | Caroline Garcia         | Kristina Mladenovic    |
| 3      | 11      | Chan Hao-ching          | Chan Yung-jan          |
| 4      | 19      | Ekaterina Makarova      | Elena Vesnina          |
| 5      | 21      | Tímea Babos             | Yaroslava Shvedova     |
| 6      | 21      | Andrea Hlaváčková       | Lucie Hradecká         |
| 7      | 23      | Bethanie Mattek-Sands   | Lucie Šafářová         |
| 8      | 34      | Julia Görges            | Karolína Plíšková      |
| 9      | 34      | Xu Yifan                | Zheng Saisai           |
| 10     | 46      | Raquel Atawo            | Abigail Spears         |
| 11     | 52      | Andreja Klepač          | Katarina Srebotnik     |
| 12     | 55      | Margarita Gasparyan     | Monica Niculescu       |
| 13     | 58      | Vania King              | Alla Kudryavtseva      |
| 14     | 60      | Anabel Medina Garrigues | Arantxa Parra Santonja |
| 15     | 70      | Sara Errani             | Oksana Kalashnikova    |
| 16     | 70      | Kiki Bertens            | Johanna Larsson        |

#### Mistas
| Cabeça | Ranking | Equipe               | Equipe              |
| ------ | ------- | -------------------- | ------------------- |
| 1      | 16      | Ivan Dodig           | Sania Mirza         |
| 2      | 16      | Bruno Soares         | Elena Vesnina       |
| 3      | 26      | Horia Tecău          | Coco Vandeweghe     |
| 4      | 30      | Max Mirnyi           | Chan Hao-ching      |
| 5      | 31      | Nenad Zimonjić       | Chan Yung-jan       |
| 6      | 32      | Łukasz Kubot         | Andrea Hlaváčková   |
| 7      | 38      | Raven Klaasen        | Raquel Atawo        |
| 8      | 43      | Jean-Julien Rojer    | Kiki Bertens        |
| 9      | 45      | Radek Štěpánek       | Lucie Šafářová      |
| 10     | 51      | Alexander Peya       | Andreja Klepač      |
| 11     | 51      | Marcin Matkowski     | Katarina Srebotnik  |
| 12     | 53      | Daniel Nestor        | Chuang Chia-jung    |
| 13     | 54      | Rohan Bopanna        | Anastasia Rodionova |
| 14     | 54      | Aisam-ul-Haq Qureshi | Yaroslava Shvedova  |
| 15     | 55      | Robert Farah         | Anna-Lena Grönefeld |
| 16     | 56      | Leander Paes         | Martina Hingis      |

## Convidados à chave principal
Os jogadores a seguir receberam convite para disputar diretamente a chave principal.

### Simples
| Masculino                                                                                  | Feminino                                                                                           |
| ------------------------------------------------------------------------------------------ | -------------------------------------------------------------------------------------------------- |
| - Liam Broady - Dustin Brown - Brydan Klein - Radek Štěpánek - Alexander Ward - James Ward | - Daniela Hantuchová - Marina Melnikova - Tara Moore - Laura Robson - Evgeniya Rodina - Katie Swan |

### Duplas
| Masculinas | Femininas | Mistas |
| --- | --- | --- |
| - Kyle Edmund / James Ward - Daniel Evans / Lloyd Glasspool - Lleyton Hewitt / Jordan Thompson - Brydan Klein / Alexander Ward - Jonathan Marray / Adil Shamasdin - Ken Skupski / Neal Skupski | - Ashleigh Barty / Laura Robson - Daniela Hantuchová / Donna Vekić - Tara Moore / Conny Perrin - Jocelyn Rae / Anna Smith | - Liam Broady / Naomi Broady - Colin Fleming / Jocelyn Rae - Dominic Inglot / Laura Robson - Ken Skupski / Tara Moore - Neal Skupski / Anna Smith |

## Qualificados à chave principal
O qualificatório aconteceu no Bank of England Sports Centre, no distrito londrino de Roehampton, entre 20 e 23 de junho de 2016.

### Simples
| Masculino | Feminino |
| --- | --- |
| 1. Matthew Barton 2. Alexander Kudryavtsev 3. Tristan Lamasine 4. Marcus Willis 5. Ruben Bemelmans 6. Bjorn Fratangelo 7. Luke Saville 8. Marius Copil 9. Igor Sijsling 10. Albano Olivetti 11. Lukáš Lacko 12. Yoshihito Nishioka 13. Franko Škugor 14. Dennis Novikov 15. Radu Albot 16. Édouard Roger-Vasselin | 1. Tatjana Maria 2. Amra Sadiković 3. Jana Čepelová 4. Aleksandra Krunić 5. Maria Sakkari 6. Julia Boserup 7. Tamira Paszek 8. Luksika Kumkhum 9. Mandy Minella 10. Ekaterina Alexandrova 11. Marina Erakovic 12. Paula Kania |

Lucky losers
|  | 1. Duan Yingying |

### Duplas
| Masculinas | Femininas |
| --- | --- |
| 1. Quentin Halys / Tristan Lamasine 2. Konstantin Kravchuk / Denys Molchanov 3. Marcelo Arévalo / Roberto Maytín 4. Dustin Brown / Jan-Lennard Struff | 1. Demi Schuurs / Renata Voráčová 2. Elise Mertens / An-Sophie Mestach 3. Chan Chin-wei / Han Xinyun 4. Shuko Aoyama / Makoto Ninomiya |

Lucky losers
| 1. Sanchai Ratiwatana / Sonchat Ratiwatana |

## Eliminações em simples

### Masculino
| Final                      | Final                    | Final                      | Final                      |
| -------------------------- | ------------------------ | -------------------------- | -------------------------- |
| Milos Raonic [6]           |                          |                            |                            |
| Semifinais                 |                          |                            |                            |
| Roger Federer [3]          | Roger Federer [3]        | Tomáš Berdych [10]         | Tomáš Berdych [10]         |
| Quartas de final           |                          |                            |                            |
| Sam Querrey [28]           | Marin Čilić [9]          | Jo-Wilfried Tsonga [12]    | Lucas Pouille [32]         |
| Quarta fase                |                          |                            |                            |
| Nicolas Mahut              | David Goffin [11]        | Steve Johnson              | Kei Nishikori [5]          |
| Jiří Veselý                | Bernard Tomic [19]       | Richard Gasquet [7]        | Nick Kyrgios [15]          |
| Terceira fase              |                          |                            |                            |
| Novak Djokovic [1]         | Pierre-Hugues Herbert    | Denis Istomin              | Jack Sock [27]             |
| Daniel Evans               | Grigor Dimitrov          | Lukáš Lacko (Q)            | Andrey Kuznetsova          |
| João Sousa [31]            | Alexander Zverev [24]    | Roberto Bautista Agut [14] | Juan Martín del Potro (PR) |
| Albert Ramos               | John Isner [18]          | Feliciano López [22]       | John Millman               |
| Segunda fase               |                          |                            |                            |
| Adrian Mannarino           | Thomaz Bellucci          | Damir Džumhur              | David Ferrer [13]          |
| Édouard Roger-Vasselin (Q) | Nicolás Almagro          | Robin Haase                | Andreas Seppi              |
| Marcus Willis (Q)          | Alexandr Dolgopolov [30] | Jérémy Chardy              | Gilles Simon [16]          |
| Sergiy Stakhovsky          | Ivo Karlović [23]        | Gilles Müller              | Julien Benneteau (PR)      |
| Dominic Thiem [8]          | Dennis Novikov (Q)       | Mikhail Youzhny            | Benjamin Becker            |
| Mikhail Kukushkin          | Radu Albot (Q)           | Donald Young               | Stan Wawrinka [4]          |
| Marcel Granollers          | Viktor Troicki [25]      | Matthew Barton (Q)         | Juan Mónaco                |
| Dustin Brown (WC)          | Fabio Fognini            | Benoît Paire [26]          | Lu Yen-hsun (PR)           |
| Primeira fase              |                          |                            |                            |
| James Ward (WC)            | Kyle Edmund              | Ruben Bemelmans            | Lukáš Rosol                |
| Philipp Kohlschreiber [21] | Denis Kudla              | Brydan Klein (WC)          | Dudi Sela                  |
| Alexander Ward (WC)        | Teymuraz Gabashvili      | Rogério Dutra Silva        | Kevin Anderson [20]        |
| Ernests Gulbis             | Diego Schwartzman        | Guillermo García-López     | Pablo Carreño Busta        |
| Guido Pella                | Ričardas Berankis        | Jan-Lennard Struff         | Evgeny Donskoy             |
| Gaël Monfils [17]          | Malek Jaziri             | Bjorn Fratangelo (Q)       | Janko Tipsarević (PR)      |
| Brian Baker (PR)           | Yoshihito Nishioka (Q)   | Paolo Lorenzi              | Borna Ćorić                |
| Pablo Cuevas [29]          | Santiago Giraldo         | Illya Marchenko            | Sam Groth                  |
| Florian Mayer (PR)         | Igor Sijsling (Q)        | Luke Saville (Q)           | Dmitry Tursunov (PR)       |
| Paul-Henri Mathieu         | Horacio Zeballos         | Facundo Bagnis             | Ivan Dodig                 |
| Jordan Thompson            | Martin Kližan            | Gastão Elias               | Fernando Verdasco          |
| Marius Copil (Q)           | Leonardo Mayer           | Stéphane Robert            | Taylor Fritz               |
| Aljaž Bedene               | Víctor Estrella Burgos   | Vasek Pospisil             | Tristan Lamasine (Q)       |
| Marcos Baghdatis           | Albano Olivetti (Q)      | Taro Daniel                | Íñigo Cervantes            |
| Radek Štěpánek (WC)        | Dušan Lajović            | Federico Delbonis          | Rajeev Ram                 |
| Franko Škugor (Q)          | Albert Montañés          | Alexander Kudryavtsev (Q)  | Liam Broady (WC)           |

### Feminino
| Final                         | Final                     | Final                     | Final                    |
| ----------------------------- | ------------------------- | ------------------------- | ------------------------ |
| Angelique Kerber [4]          |                           |                           |                          |
| Semifinais                    |                           |                           |                          |
| Elena Vesnina                 | Elena Vesnina             | Venus Williams [8]        | Venus Williams [8]       |
| Quartas de final              |                           |                           |                          |
| Anastasia Pavlyuchenkova [21] | Dominika Cibulková [19]   | Simona Halep [5]          | Yaroslava Shvedova       |
| Quarta fase                   |                           |                           |                          |
| Svetlana Kuznetsova [13]      | Coco Vandeweghe [27]      | Agnieszka Radwańska [3]   | Ekaterina Makarova       |
| Madison Keys [9]              | Misaki Doi                | Carla Suárez Navarro [12] | Lucie Šafářová [28]      |
| Terceira fase                 |                           |                           |                          |
| Annika Beck                   | Sloane Stephens [18]      | Timea Bacsinszky [11]     | Roberta Vinci [6]        |
| Kateřina Siniaková            | Eugenie Bouchard          | Barbora Strýcová [24]     | Julia Boserup (Q)        |
| Kiki Bertens [26]             | Alizé Cornet              | Anna-Lena Friedsam        | Carina Witthöft          |
| Daria Kasatkina [29]          | Marina Erakovic (Q)       | Sabine Lisicki            | Jana Čepelová (Q)        |
| Segunda fase                  |                           |                           |                          |
| Christina McHale              | Aliaksandra Sasnovich     | Mandy Minella (Q)         | Tara Moore (WC)          |
| Monica Niculescu              | Yulia Putintseva          | Tímea Babos               | Duan Yingying (LL)       |
| Ana Konjuh                    | Caroline Garcia [30]      | Daria Gavrilova           | Johanna Konta [16]       |
| Petra Kvitová [10]            | Evgeniya Rodina (WC)      | Andrea Petkovic [32]      | Belinda Bencic [7]       |
| Francesca Schiavone           | Mona Barthel              | Sara Errani [20]          | Kirsten Flipkens         |
| Karolína Plíšková [15]        | Ekaterina Alexandrova (Q) | Kurumi Nara               | Varvara Lepchenko        |
| Maria Sakkari (Q)             | Lara Arruabarrena         | Jelena Janković [22]      | Denisa Allertová         |
| Samantha Stosur [14]          | Elina Svitolina [17]      | Samantha Crawford         | Garbiñe Muguruza [2]     |
| Primeira fase                 |                           |                           |                          |
| Amra Sadiković (Q)            | Daniela Hantuchová (WC)   | Heather Watson            | Kristina Mladenovic [31] |
| Peng Shuai (PR)               | Anna Tatishvili           | Alison Van Uytvanck       | Caroline Wozniacki       |
| Luksika Kumkhum (Q)           | Aleksandra Krunić (Q)     | Marina Melnikova (WC)     | Hsieh Su-wei             |
| Kateryna Bondarenko           | Katie Swan (WC)           | Kristýna Plíšková         | Alison Riske             |
| Kateryna Kozlova              | Karin Knapp               | Pauline Parmentier        | Çağla Büyükakçay         |
| Mirjana Lučić-Baroni          | Wang Qiang                | Magdaléna Rybáriková      | Mónica Puig              |
| Sorana Cîrstea                | Johanna Larsson           | Lesia Tsurenko            | Anett Kontaveit          |
| Nao Hibino                    | Tamira Paszek (Q)         | Tatjana Maria (Q)         | Tsvetana Pironkova       |
| Anna Karolína Schmiedlová     | Anastasija Sevastova      | Danka Kovinić             | Jeļena Ostapenko         |
| Patricia Maria Țig            | Polona Hercog             | Nicole Gibbs              | Laura Siegemund          |
| Yanina Wickmayer              | Louisa Chirico            | Zarina Diyas              | Ana Ivanovic [23]        |
| Irina-Camelia Begu [25]       | Madison Brengle           | Teliana Pereira           | Laura Robson (WC)        |
| Donna Vekić                   | Zheng Saisai              | Olga Govortsova           | Victoria Duval (PR)      |
| Stefanie Vögele               | Irina Falconi             | Margarita Gasparyan       | Zhang Shuai              |
| Magda Linette                 | Shelby Rogers             | Julia Görges              | Naomi Broady             |
| Bethanie Mattek-Sands         | Paula Kania (Q)           | Mariana Duque Mariño      | Camila Giorgi            |

## Finais

### Profissional
| Categoria | Evento    | Campeã(s)(o/ões)                    | Vice-campeã(s)(o/ões)                   | Resultado       | Chave(s)  | Chave(s)       |
| --------- | --------- | ----------------------------------- | --------------------------------------- | --------------- | --------- | -------------- |
| Simples   | Masculino | Andy Murray                         | Milos Raonic                            | 6–4, 7–63, 7–62 | principal | qualificatório |
| Simples   | Feminino  | Serena Williams                     | Angelique Kerber                        | 7–5, 6–3        | principal | qualificatório |
| Duplas    | Masculino | Pierre-Hugues Herbert Nicolas Mahut | Julien Benneteau Édouard Roger-Vasselin | 6–4, 7–61, 6–3  | principal | qualificatório |
| Duplas    | Feminino  | Serena Williams Venus Williams      | Tímea Babos Yaroslava Shvedova          | 6–3, 6–4        | principal | qualificatório |
| Duplas    | Misto     | Henri Kontinen Heather Watson       | Robert Farah Anna-Lena Grönefeld        | 7–65, 6–4       | principal | principal      |

### Juvenil
| Categoria | Evento    | Campeã(s)(o/ões)                  | Vice-campeã(s)(o/ões)                  | Resultado     | Chave(s)  | Chave(s)       |
| --------- | --------- | --------------------------------- | -------------------------------------- | ------------- | --------- | -------------- |
| Simples   | Masculino | Denis Shapovalov                  | Alex De Minaur                         | 4–6, 6–1, 6–3 | principal | qualificatório |
| Simples   | Feminino  | Anastasia Potapova                | Dayana Yastremska                      | 6–4, 6–3      | principal | qualificatório |
| Duplas    | Masculino | Kenneth Raisma Stefanos Tsitsipas | Félix Auger-Aliassime Denis Shapovalov | 4–6, 6–4, 6–2 | principal | principal      |
| Duplas    | Feminino  | Usue Maitane Arconada Claire Liu  | Mariam Bolkvadze Caty McNally          | 6–2, 6–3      | principal | principal      |

### Cadeirante
| Categoria | Evento    | Campeã(s)(o/ões)           | Vice-campeã(s)(o/ões)          | Resultado      | Chave     |
| --------- | --------- | -------------------------- | ------------------------------ | -------------- | --------- |
| Simples   | Masculino | Gordon Reid                | Stefan Olsson                  | 6–1, 6–4       | principal |
| Simples   | Feminino  | Jiske Griffioen            | Aniek van Koot                 | 4–6, 6–0, 6–4  | principal |
| Duplas    | Masculino | Alfie Hewett Gordon Reid   | Stéphane Houdet Nicolas Peifer | 4–6, 6–1, 7–66 | principal |
| Duplas    | Feminino  | Yui Kamiji Jordanne Whiley | Jiske Griffioen Aniek van Koot | 6–2, 6–2       | principal |

### Outros eventos
| Categoria         | Evento           | Campeã(s)(o/ões)                | Vice-campeã(s)(o/ões)                | Resultado | Chave     |           |
| ----------------- | ---------------- | ------------------------------- | ------------------------------------ | --------- | --------- | --------- |
| Duplas convidadas | Masculino sênior | Todd Woodbridge Mark Woodforde  | Jacco Eltingh Paul Haarhuis          | 6–2, 7–5  | principal | principal |
| Duplas convidadas | Masculino        | Greg Rusedski Fabrice Santoro   | Jonas Björkman Thomas Johansson      | 7–5, 6–1  | principal | principal |
| Duplas convidadas | Feminino         | Martina Navrátilová Selima Sfar | Lindsay Davenport Mary Joe Fernández | 7–65, ab. | principal | principal |